# Statuia lui Sándor Kőrösi Csoma din Târgu Mureș
Statuia lui Sándor Kőrösi Csoma (în maghiară Kőrösi Csoma Sándor-szobor) este un monument realizat din trahit de sculptorul Mihály Dabóczi, care a fost dezvelit pentru prima dată în zona centrală a orașului Târgu Mureș, în fața Gimnaziului de Băieți „Kőrösi Csoma Sándor” (astăzi Facultatea de Litere) la 26 septembrie 1943, pentru a aduce un omagiu exploratorului și filologului maghiar renumit din Transilvania. Sándor Kőrösi Csoma este cunoscut pentru faptul că a publicat primul dicționar tibetan-englez și este considerat ca părintele tibetologiei.

## Istoric
La data amplasării monumentului a fost prima statuie din Europa care l-a reprezentat în întregime pe Sándor Kőrösi Csoma. Sub soclu a fost amplasată o scrisoare de pergamen adresată generațiilor următoare care descria realizările filologului transilvănean și dorința ridicării statuii.
După vandalizarea monumentului de către un grup de tineri români necunoscuți, monumentul a fost depozitat în curtea companiei de servicii publice din strada Kós Károly, până când conducerea Regiunii Autonome Maghiare a acceptat propunerea de restaurarea statuii de către Béla Kulcsár⁠(hu)[traduceți]. După restaurare în anul 1962, statuia a fost amplasată lângă Bastionul Măcelarilor pe Bulevardul Cetății.